# Дві неділі
«Дві неділі» (оригінальна назва рос. «Два воскресенья») — радянський художній фільм режисера Володимира Шределя, знятий в 1963 році, жанр романтична мелодрама.

## Зміст
Сюжет розгортається цілком у стилі романтики «відлиги» початку 1960-х років. 
Молода гарненька та наївна Люся працює в ощадкасі нового містечка у Сибіру Радіозаводськ, якого навіть ще «немає на карті СРСР», і випадково виграє гроші у лотерею. Коли вона приїздить до районного центру щоб отримати виграш, то не купує заплановану найлонову шубку, а піддається впливу реклами «Аерофлоту» на подорож на вихідні дні літаком до столиці СРСР. Там вона мандрує містом, стає свідком знакових тоді подій столиці СРСР, знайомиться з різними відомими людьми. В тому числі з сучасним молодим чоловіком Володею, який займається аматорською кінозйомкою різних сюжетів і панорам.
Люся потрапляє до Кремлівського палацу з'їздів, де проходить конгрес «Міжнародної демократичної федерації жінок» і бере автограф у члена президії конгресу радянської жінки-космонавту Героя Радянського Союзу Валентини Терешкової. Цей момент потрапляє у кадри радянських теленовин, які бачить Володя, який загубив Люсю в московському натовпі і тепер шукає її.
Короткочасні романтичні стосунки з Володею чисті і незаплямані, це ще не кохання, але фільм натякає на можливий розвиток почуттів молодих людей і продовження відносин.

## У ролях
- Людмила Долгорукова — Люся, контролер в ощадкасі р. Радіозаводська
- Володимир Корецький — Володя Собольков, інженер з Ангарська
- Людмила Макарова — Валентина Іванівна Кошелєва, касир в ощадкасі р. Радіозаводська
- Борис Лескін — Гриша
- Максим Максимов — Саша (Олександр Петрович)
- Тетяна Панкова — Марія Феоктістовна Смирнова
- Сергій Філіппов — грав самого себе — Сергія Миколайовича Філіппова
- Марина Полбенцева — стюардеса
- Михайло Глузський — Василь Васильович Новіков
- Валентина Пугачова — Іраїда, сусідка Люсі по гуртожитку
- Андрій Миронов — журналіст (немає в титрах)
- Олексій Смирнов — майор у відставці Олексій Петрович Кошелев, чоловік касирки
- Валентина Терешкова — камео, епізод
- Станіслав Соколов — молодий чоловік
- Текст від автора — Володимир Рецептер

## Знімальна група
- Автор сценарію: Анатолій Гребнєв
- Режисер-постановник: Володимир Шредель
- Головний оператор: Семен Іванов
- Оператори: Ернст Яковлєв, Євген Мезенцев, Борис Томаківський
- Репортажні зйомки: В. Венедиктов
- Головний художник: Олександр Блек
- Звукооператор: Арнольд Шаргородський
- Композитор: Андрій Петров

## Цікаві факти
- У цьому фільмі вперше прозвучала пісня «Блакитні міста», що стала шлягером на довгі роки.
- Зйомки вигаданого міста Радіозаводська насправді відбувалися в мікрорайонах Автово та Дачне міста Ленінграда.